# Dichaetomyia neavei
Dichaetomyia neavei är en tvåvingeart som beskrevs av Fritz Isidore van Emden 1942. Dichaetomyia neavei ingår i släktet Dichaetomyia och familjen husflugor.
Artens utbredningsområde är Malawi. Inga underarter finns listade i Catalogue of Life.